# Liste der Biografien/Bris
Liste der Biografien |
Portal Biografien |
Personensuche
# |
A |
B |
C |
D |
E |
F |
G |
H |
I |
J |
K |
L |
M |
N |
O |
P |
Q |
R |
S |
T |
U |
V |
W |
X |
Y |
Z |
?
 
Ba |
Be |
Bd |
Bg |
Bh |
Bi |
Bj |
Bl |
Bm |
Bn |
Bo |
Br |
Bs |
Bu |
Bw |
By |
Bz
 
Bra |
Brc |
Brd |
Bre |
Brg |
Bri |
Brj |
Brk |
Brl |
Brn |
Bro |
Brp–Brt |
Bru |
Brv |
Bry |
Brz
 
Bria |
Brib |
Bric |
Brid |
Brie |
Brif |
Brig |
Brij |
Brik |
Bril |
Brim |
Brin |
Brio |
Briq |
Brir |
Bris |
Brit |
Briv |
Briw |
Brix |
Briz
Die Liste der Biografien führt alle Personen auf, die in der deutschsprachigen Wikipedia einen Artikel haben. Dieses ist eine Teilliste mit 101 Einträgen von Personen, deren Namen mit den Buchstaben „Bris“ beginnt.

## Bris

### Brisa
- Brisac, Geneviève (* 1951), französische Schriftstellerin
- Brisac[…], antiker römischer Toreut
- Brisard, Jérôme (* 1986), französischer Fußballschiedsrichter

### Brisb
- Brisbane, Thomas (1773–1860), schottisch-britischer Offizier und Astronom, Gouverneur von New South Wales
- Brisbin, John (1818–1880), US-amerikanischer Politiker

### Brisc
- Briscein, Aleš (* 1969), tschechischer Opernsänger in der Stimmlage Tenor
- Brisch, Carl (1845–1900), deutscher Religionslehrer und Historiker
- Brisch, Josef (1889–1952), deutscher Beamter, Gewerkschafter und Politiker
- Brisch, Karl Heinz (* 1955), deutscher Arzt, Psychiater, Kinder- und Jugendlichenpsychiater, Bindungsforscher
- Brisch, Klaus (1923–2001), deutscher Islamarchäologe
- Brisch, Nicole (* 1968), deutsche Altorientalistin
- Brischar, Johann Nepomuk (1819–1897), deutscher katholischer Kirchenhistoriker
- Brischke, Carl Gustav Alexander (1814–1897), deutscher Entomologe
- Brisco, Mikiah (* 1996), US-amerikanische Sprinterin
- Brisco-Hooks, Valerie (* 1960), US-amerikanische Sprinterin und Olympiasiegerin
- Briscoe, Adriana D., US-amerikanische Evolutionsbiologin
- Briscoe, Andrew (1810–1849), US-amerikanischer Händler, Offizier, Politiker, Jurist und Eisenbahnförderer
- Briscoe, Anne (1918–2014), US-amerikanische Biochemikerin und Aktivistin
- Briscoe, Ben (1934–2023), irischer Politiker (Fianna Fáil)
- Briscoe, Brent (1961–2017), US-amerikanischer Schauspieler und Drehbuchautor
- Briscoe, Dolph (1923–2010), US-amerikanischer Politiker
- Briscoe, Joanna (* 1963), britische Schriftstellerin
- Briscoe, Robert (1894–1969), irischer Freiheitskämpfer, Parlamentarier und Oberbürgermeister von Dublin
- Briscoe, Ryan (* 1981), australischer Automobilrennfahrer
- Briscoe, Tom (* 1990), englischer Rugby-League-Spieler

### Brise
- Brisé, Cornelis, holländischer Stillleben- und Porträtmaler
- Brise, Tony (1952–1975), englischer AutorennfahrerTony Brise (1952–1975)

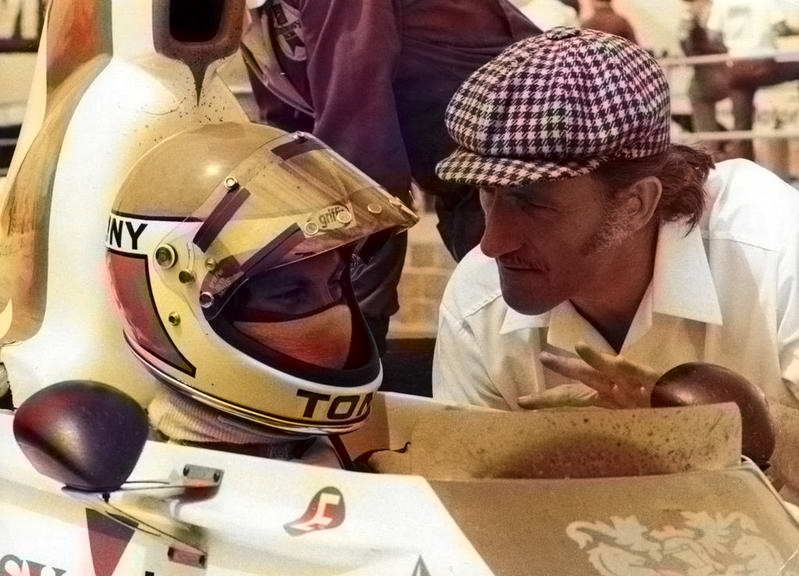
Tony Brise (1952–1975)

- Brisebarre, Edouard-Louis-Alexandre (1818–1871), französischer Theaterdichter
- Brisebois, Danielle (* 1969), US-amerikanische Sängerin, Songwriterin und Schauspielerin
- Brisebois, Danielle (* 1994), kanadische Volleyballspielerin
- BriseBois, Julien (* 1977), kanadischer Eishockeyfunktionär
- Brisebois, Patrice (* 1971), kanadischer Eishockeyspieler und Automobilrennfahrer
- Briseño Arch, Carlos (* 1960), mexikanischer Ordensgeistlicher, römisch-katholischer Bischof von Veracruz
- Briseño, Antonio (* 1994), mexikanischer Fußballspieler

### Brisg
- Brisger, Eberhard († 1545), evangelischer Theologe und Reformator

### Brisi
- Brising, Lars (1915–1995), schwedischer Flugzeugkonstrukteur

### Brisk
- Brisk Fingaz (* 1980), deutscher Musikproduzent
- Brisker, Gordon (1937–2004), US-amerikanischer Jazz-Tenorsaxophonist und Flötist sowie Hochschullehrer
- Briski, Joe (* 1955), US-amerikanischer Bobfahrer
- Briski, Mariana (1965–2014), argentinische Schauspielerin, Komikerin, Fernsehproduzentin, Drehbuchautorin und Theaterdirektorin
- Briski, Zana (* 1966), britische Fotografin und Dokumentarfilmerin

### Brisl
- Brisley, Holly (* 1978), australische Schauspielerin
- Brisley, Stuart (* 1933), britischer Performancekünstler
- Brislin, Kevin (* 1942), australischer Radrennfahrer
- Brislin, Richard W. (* 1945), US-amerikanischer Psychologe und Kommunikationsforscher
- Brislin, Stephen (* 1956), südafrikanischer Geistlicher und römisch-katholischer Erzbischof von Johannesburg

### Brism
- Brisman, Carl (1760–1800), schwedischer Mathematiker, Physiker und Hochschullehrer

### Briso
- Brisolla, Anina (* 1976), deutsche Videokünstlerin
- Brison, Antoine (* 1992), deutscher Schauspieler
- Brisón, Dacsy (* 2002), kubanische Leichtathletin
- Brison, Jonathan (* 1983), französischer Fußballspieler
- Brison, Scott (* 1967), kanadischer Politiker
- Brisou, Anne-Violaine (* 1963), französische Fahrerin
- Brisou-Pellen, Évelyne (* 1947), französische Schriftstellerin

### Briss
- Brissa, Enrico (* 1971), deutscher Jurist und Protokollchef
- Brissac, Virginia (1883–1979), US-amerikanische Film- und Theaterschauspielerin
- Brissaud, André (1920–1996), französischer Historiker, Journalist und Buchautor
- Brissaud, Édouard (1852–1909), französischer Pathologe
- Brisse, Vivien (* 1988), französischer Radrennfahrer
- Brisseau, Jean-Claude (1944–2019), französischer Filmemacher
- Brisset, Jean-Pierre (1837–1919), französischer Schriftsteller, Erfinder und Linguist
- Brisset, Louis (1872–1939), französischer Komponist
- Brissett, Chanel (* 1999), US-amerikanische Hürdenläuferin
- Brissett, Jacoby (* 1992), US-amerikanischer American-Football-SpielerJacoby Brissett (* 1992)

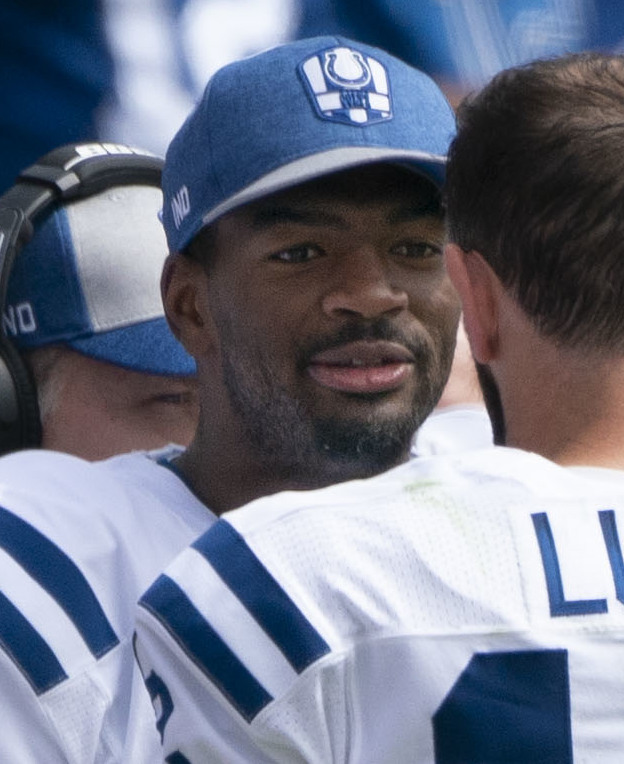
Jacoby Brissett (* 1992)

- Brissett, Trevor (1961–2010), englischer Fußballspieler
- Brisson, Antoine-François (1728–1796), französischer Advokat und Enzyklopädist
- Brisson, Carl (1893–1958), dänischer Schauspieler
- Brisson, Édouard (1882–1948), französischer Autorennfahrer
- Brisson, François (* 1958), französischer Fußballspieler und -trainer
- Brisson, Henri (1835–1912), französischer Politiker und zweimaliger Premierminister von Frankreich
- Brisson, Louis (1817–1908), katholischer Priester und Gründer des Ordens der Oblatinnen des heiligen Franz von Sales
- Brisson, Luc (* 1946), kanadischer und französischer Philosophiehistoriker
- Brisson, Mathurin-Jacques (1723–1806), französischer Zoologe und Naturphilosoph
- Brisson, Thérèse (* 1966), kanadische Eishockeyspielerin und Sportfunktionärin
- Brissoni, Gualtiero (* 1954), italienischer Endurosportler und Europameister
- Brissot, Félix (1818–1892), französischer Maler
- Brissot, Jacques Pierre (1754–1793), französischer RevolutionärJacques Pierre Brissot (1754–1793)

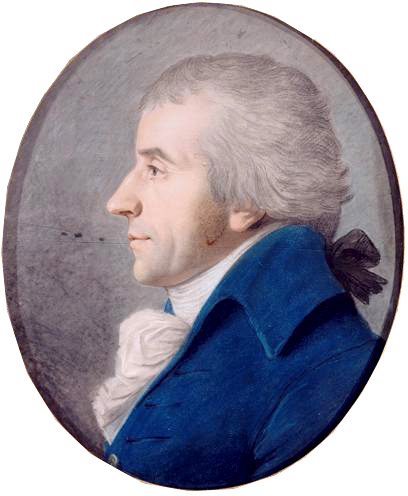
Jacques Pierre Brissot (1754–1793)

- Brissot, Pierre (1478–1522), französischer Mediziner

### Brist
- Bristol, Alex, Schweizer Manager
- Bristol, Claude (1891–1951), US-amerikanischer Journalist und Autor von Sachbüchern
- Bristol, Howard (1902–1971), US-amerikanischer Artdirector und Szenenbildner
- Bristol, Johnny (1939–2004), US-amerikanischer Sänger
- Bristol, Piret (* 1968), estnische Schriftstellerin
- Bristol, Wheeler H. (1818–1904), US-amerikanischer Ingenieur, Eisenbahnmanager und Politiker
- Bristol, William (1779–1836), US-amerikanischer Jurist und Politiker
- Bristow, Abraham, britischer Kapitän, Walfänger und Entdecker der Aucklandinseln
- Bristow, Benjamin (1832–1896), US-amerikanischer Politiker, Solicitor General und Finanzminister
- Bristow, Brittany (* 1990), kanadische Schauspielerin
- Bristow, Chris (1937–1960), englischer Automobilrennfahrer
- Bristow, Eric (1957–2018), englischer DartspielerEric Bristow (1957–2018)

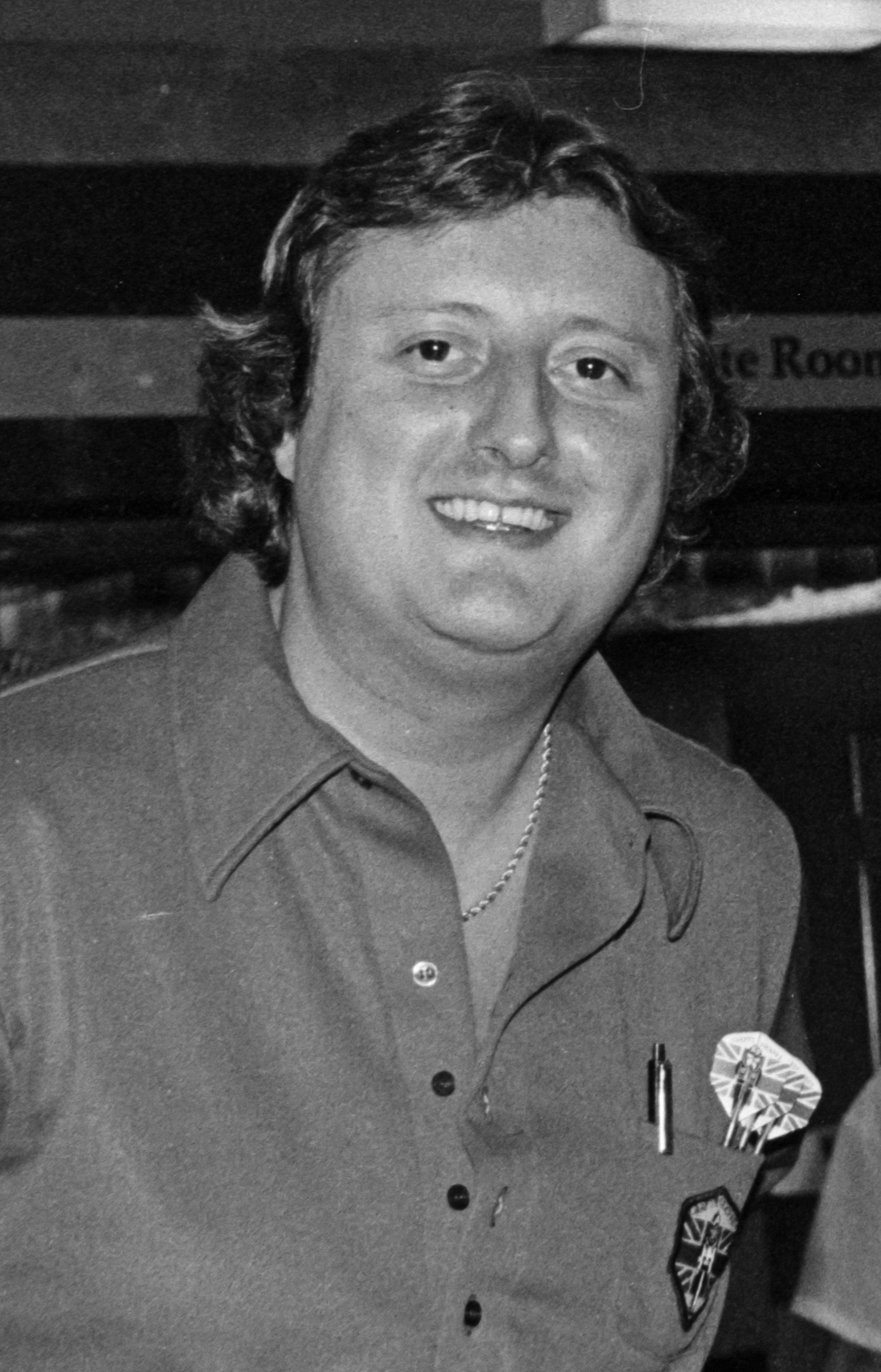
Eric Bristow (1957–2018)

- Bristow, Francis (1804–1864), US-amerikanischer Politiker
- Bristow, George Frederick (1825–1898), US-amerikanischer Komponist
- Bristow, Gwen (1903–1980), US-amerikanische Schriftstellerin und Journalistin
- Bristow, Henry (1840–1906), US-amerikanischer Politiker
- Bristow, Joseph (* 1958), britischer Anglist
- Bristow, Joseph L. (1861–1944), US-amerikanischer Politiker
- Bristow, Markose (* 1970), indischer Badmintonspieler
- Bristow, Patrick (* 1962), US-amerikanischer Schauspieler und Comedian
- Bristow, Paul (* 1979), britischer Politiker
- Bristow, Thomas (1913–2007), britischer Ruderer
- Bristowe, W. S. (1901–1979), britischer Arachnologe